# Zagajski Vrh
Zagajski Vrh – wieś w Słowenii, w gminie Gornja Radgona. W 2018 roku liczyła 155 mieszkańców.